# Yokosuka MXY-8
Die Yokosuka MXY-8 Akigusa (秋草 – japanisch für Herbstgras) war ein japanisches Schulflugzeug aus dem Zweiten Weltkrieg, das speziell für die Schulung von Piloten der Mitsubishi J8M Shusui bzw. Ki-200 (in Lizenz gebaute Kopie des deutschen raketengetriebenen Abfangjägers Messerschmitt Me 163 Komet) gebaut wurde, im Gegensatz zu dieser jedoch nicht motorisiert war, sondern als Segelflugzeug eingesetzt wurde. Die Bezeichnung „MXY-8“ wurde von der kaiserlich-japanischen Marine für dieses Flugzeug vergeben, während die Luftstreitkräfte der kaiserlich-japanischen Armee die Bezeichnung „Ku-13“ verwendeten.
Anmerkung: Viele vor allem US-amerikanische Quellen verwenden die Bezeichnung MXY-8 fälschlicherweise für die raketengetriebene Kamikaze-Flugzeug Yokosuka MXY-7 Ohka

## Geschichte

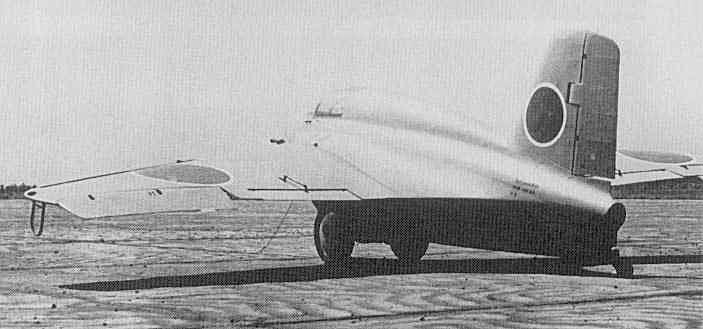
Yokousuka MXY8 Akigusa

Die Mitsubishi J8M Shusui sollte eine in Japan in Lizenz gebaute Kopie des deutschen raketengetriebenen Abfangjägers Messerschmitt Me 163 Komet werden, aber aufgrund von Problemen beim Transport von Unterlagen und Material aus dem Deutschen Reich gegen Ende des Zweiten Weltkriegs (einige damit beladene U-Boote wurden unterwegs versenkt oder kamen aus anderen Gründen nicht in Japan an) musste jedoch ein Großteil des Flugzeuges auf Basis weniger Unterlagen neu konstruiert werden. Die MXY-8 wurde parallel zur J8M gebaut, um die Konstruktion zu testen und bereits während der Entwicklung der J8M Piloten schulen zu können.
Die MXY-8 wurde, um strategisch wichtige Werkstoffe einzusparen, komplett aus Holz gebaut und mit wassergefüllten Ballasttanks ausgerüstet, um das Fluggewicht und die Flugeigenschaften einer voll ausgerüsteten J8M zu simulieren. Bis zum Kriegsende wurden bei Yokosuka, Yokoi und Maeda insgesamt zwischen 50 und 60 Flugzeuge dieses Typs gebaut.
Ein weiteres Schulflugzeug mit einem einfachen Tsu-11-Thermojet-Strahltriebwerk – die Yokosuka MXY-9 Shuka – war zwar in Planung, wurde jedoch nicht mehr gebaut.

## Einsatz
Die etwa 60 vor dem Kriegsende gebauten Flugzeuge wurden noch zur Schulung verwendet, wenn auch aufgrund des nahen Kriegsendes längst nicht in dem Umfang, wie ursprünglich vorgesehen – zumal die J8M selbst zwar kurz erprobt wurde, aber nicht mehr zu einem Kriegseinsatz kam. So wie es eine bemerkenswerte Leistung der japanischen Konstrukteure war, die raketengetriebene J8M anhand nur weniger Unterlagen nachzubauen, war es nicht minder erstaunlich, wie es mit der MXY-8 als komplett aus Holz gebautem und damit nochmals vereinfachten Fluggerät gelang, die Flugeigenschaften der J8M im Gleitflug nachzuahmen. Zeitgenössische Berichte sprechen von gutmütigen, unproblematischen Flugeigenschaften.

## Technische Daten

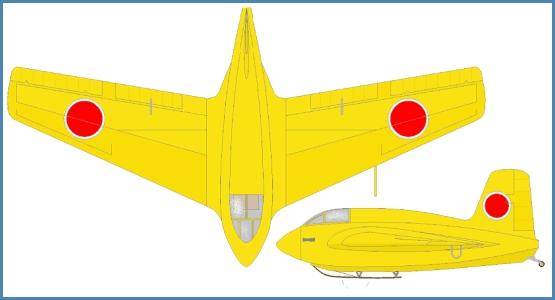
Zweiseitenansicht

| Kenngröße       | Daten   |
| --------------- | ------- |
| Besatzung       | 1       |
| Länge           | 6,05 m  |
| Spannweite      | 9,50 m  |
| Höhe            | 2,70 m  |
| Flügelfläche    | 17,7 m² |
| Flügelstreckung | 5,1     |

## Ähnliche Entwicklungen
- Messerschmitt Me 163 Komet
- Mitsubishi J8M Shusui
- Yokosuka MXY-9 Shuka
- Mitsubishi Ki-202 Shusui-Kai